# Mattheus Le Maistre
Mattheus Le Maistre, Le Meistre, Le Maystre (ur. około 1505 w Roclenge-sur-Geer, zm. nie później niż w kwietniu 1577 w Dreźnie) – flamandzki kompozytor.

## Życiorys
Około 1550 roku przebywał na dworze w Monachium, następnie od 1554 do 1568 roku był kapelmistrzem na dworze saskim w Dreźnie. Był reprezentantem konserwatywnego stylu, osadzonego w tradycji muzyki niderlandzkiej z początku XVI wieku. Komponował utwory religijne i świeckie do tekstów w językach łacińskim i niemieckim. Po przyjeździe do Drezna dokonał konwersji na luteranizm, pisząc odtąd proste utwory nawiązujące do twórczości Johanna Waltera i Georga Rhaua, w niektórych wprowadzając kanony.

## Ważniejsze kompozycje
(na podstawie materiałów źródłowych)
- Catechesis numeris musicis inclusa na 3 głosy (Norymberga 1559)
- Geistliche und weltliche teutsche Geseng na 4–5 głosów (Wittenberga 1566)
- Liber primus sacrarum cantionum na 5 głosów (Drezno 1570)
- Officia de nativitate et ascensione Christi na 5 głosów (Drezno 1574)
- Schöne und auserlesene deudsche und lateinische geistliche Gesenge na 3 głosy (Drezno 1577)
- Magnificat octo tonorum (Drezno 1577)